# Liste der geschützten Landschaftsbestandteile im Landkreis Haßberge
Im Landkreis Haßberge gab es am 13. März 2009 insgesamt 21 ausgewiesene geschützte Landschaftsbestandteile.

## Geschützte Landschaftsbestandteile
| Trockenrasen am Seeweg                         |  | 101, LB-01282  | Aidhausen, Kerbfeld · (1064492859 ) ·                    | ⊙ | 4    | 21. Jan. 1987 |
| Ehemaliger Steinbruch                          |  | 301, LB-01283  | Bundorf, Neuses · (1035100372 ) ·                        | ⊙ | 5,6  | 4. Feb. 1986  |
| Höllgraben                                     |  | 302, LB-01284  | Bundorf, Kimmelsbach · (1130815436 ) ·                   | ⊙ | 64   | 20. Juni 1988 |
| Auwaldrest mit Naßwiesen                       |  | 303, LB-01285  | Bundorf, Kimmelsbach · (1130820814 ) ·                   | ⊙ | 20,6 | 20. Juni 1988 |
| Heckenlandschaft an der Kreuzmühle             |  | 402, LB-01287  | Burgpreppach, Ibind · (1130866694 ) ·                    | ⊙ | 16   | 17. Jan. 1983 |
| Königsberger Höhe                              |  | 403, LB-01288  | Burgpreppach, Fitzendorf · (1067052957 ) ·               | ⊙ | 10   | 8. Juli 1987  |
| Eichelberg                                     |  | 801, LB-01289  | Gädheim, Gädheim · (1067058703 ) ·                       | ⊙ | 59,2 | 8. Juli 1982  |
| Alter Main                                     |  | 802, LB-01290  | Gädheim, Gädheim · (1130874499 ) ·                       | ⊙ | 7,7  | 13. Juli 1988 |
| Bettenburger Landschaftspark                   |  | 1001, LB-01293 | Hofheim in Unterfranken, Manau · (1067157835 ) ·         | ⊙ | 42   | 6. Nov. 1984  |
| Erlenbruchwald bei Erlsdorf                    |  | 1002, LB-01294 | Hofheim in Unterfranken, Erlsdorf · (1034990762 ) ·      | ⊙ | 5    | 15. März 1988 |
| Kippachrasen                                   |  | 1003, LB-01295 | Hofheim in Unterfranken, Rügheim · (1067052959 ) ·       | ⊙ | 51,4 | 17. Juni 1988 |
| Kalkofen                                       |  | 1201, LB-01296 | Knetzgau, Zell a. E. · (1067112794 ) ·                   | ⊙ | 23,9 | 19. März 1988 |
| Eichelberg bei Westheim                        |  | 1202, LB-01297 | Knetzgau, Westheim · (1067107458 ) ·                     | ⊙ | 35,7 | 20. März 1988 |
| Riebersgrund                                   |  | 1301, LB-01298 | Königsberg, Holzhausen · (1130965034 ) ·                 | ⊙ | 15,6 | 30. Okt. 1984 |
| Trockenrasen am Oberliedenberg                 |  | 1302, LB-01299 | Königsberg, Hellingen · (1130968656 ) ·                  | ⊙ | 7    | 24. Feb. 1986 |
| Beerberg-Südhang                               |  | 1501, LB-01300 | Oberaurach, Neuschleichach · (1067146766 ) ·             | ⊙ | 34,4 | 15. März 1988 |
| Baumgruppe an den Kellern                      |  | 1801, LB-01301 | Rentweinsdorf, Rentweinsdorf · (1067187353 ) ·           | ⊙ | 0,1  | 11. Aug. 1994 |
| Schilfgebiet im Sendelbach                     |  | 2101, LB-01302 | Stettfeld, Stettfeld · (1067113646 ) ·                   | ⊙ | 48,6 | 10. Juli 1989 |
| Grabenmühlbach                                 |  | 2201, LB-01303 | Theres, Untertheres · (1130971385 ) ·                    | ⊙ | 62,7 | 20. Juni 1988 |
| Bretzensteiner Streuobstbestand                |  | 2301, LB-01304 | Untermerzbach, Recheldorf · (1130973745 ) ·              | ⊙ | 30,9 | 17. Juni 1988 |
| Klosterwiese bei Neuhaus                       |  | 2601, LB-01306 | gemeindefreies Gebiet, Neuhauser Forst · (1051766662 ) · | ⊙ | 3,4  | 10. Juli 1989 |
| Legende für Geschützter Landschaftsbestandteil |  |                |                                                          |   |      |               |

## Ehemalige Geschützte Landschaftsbestandteile
| Steinbruch Eichelberg                          |  | 401 / LB-01286 | Burgpreppach, Burgpreppach · (1067058030 ) · Verordnung galt nur für 10 Jahre, ist somit am 13. Oktober 1993 außer Kraft getreten und wurde bisher nicht verlängert. Das Gebiet ist aber noch als Geotop 674A004 geschützt. | ⊙ | 29     | 30. Aug. 1983 |
| Wasserfeder-Tümpel                             |  | LB-01292       | Haßfurt Im Naturschutzgebiet Mainaue bei Augsfeld aufgegangen | ⊙ | 1,023  |               |
| Altmainarm südlich von Zeil                    |  | LB-01305       | Zeil am Main Im Naturschutzgebiet Mainaue bei Augsfeld aufgegangen | ⊙ | 7,8897 |               |
| Legende für Geschützter Landschaftsbestandteil |  |                | |   |        |               |